# 하울 (2010년 영화)
《하울》(Howl)은 2010년 공개된 미국의 영화이다.

## 줄거리
영화 '하울'은 20세기 미국 시인 앨런 긴즈버그의 대표작 "하울"과 그 시가 처음 발표된 1955년의 식스 갤러리 낭독회, 그리고 1957년에 있었던 외설 재판을 다룬다. 영화는 시간 순서대로 진행되지 않고, 1940년대와 1950년대 긴즈버그의 젊은 시절과 "하울"의 1955년 낭독회를 흑백으로 재현한다. 이 낭독회는 비트 세대의 중요한 시작점이었으며, 샌프란시스코 르네상스로 알려진 서부 해안 문학 혁명의 신호탄이었다. 
영화는 시의 일부를 애니메이션으로 해석하여 보여주는가 하면, 1957년 '하울과 그 밖의 시들'에 "하울"을 처음 출판한 시인이자 시티 라이츠 서점 공동 창업자인 로렌스 펄링게티의 외설 재판 장면을 컬러로 보여준다. 이렇게 여러 시점과 기법을 교차하며 앨런 긴즈버그의 삶과 작품, 그리고 당대 문학계의 주요 사건들을 묘사한다.

## 출연

### 주연
- 제임스 프랭코
- 메리 루이스 파커

### 조연
- 존 햄
- 제프 다니엘스
- 데이빗 스트라탄
- 알렉산드로 니볼라
- 트리트 윌리암스
- 밥 발라반
- 아론 트베잇
- 존 프레스콧
- 앤드류 로저스
- 세실리아 포스
- 윌리엄 포울
- 애너 쿠크머

## 기타
- Line PD: 린 애펠
- 공동제작: 브라이언 벤슨
- 공동제작: 앤드류 피터슨
- 미술: 테레즈 드프레즈
- 세트: 로버트 코벨만
- 의상: 커트 앤 바트